# Das fliegende Auge (Fernsehserie)
Das fliegende Auge ist eine US-amerikanische Fernsehserie, die auf dem Spielfilm Das fliegende Auge basiert.

## Handlung
In der Pilotfolge wird eine Spezialeinheit der Polizei von Los Angeles gebildet, die mittels des High-Tech-Hubschraubers „Blue Thunder“ einen Psychopathen stoppen soll. Unterstützt wird die Besatzung durch eine Sondereinheit am Boden.
Im Verlauf der Serie werden internationale Verbrecher, Spione und ausländische Söldnertruppen erfolgreich in ihren kriminellen Aktivitäten gestoppt.

## Geschichte
Nach dem Erfolg des Kinofilms präsentierte ABC 1984 die Spin-off-Serie Blue Thunder erstmals dem amerikanischen Publikum. Die Zuschauer kritisierten bald den Charakter einer Persiflage, den die Serie aufwies: Die Charaktere waren schon mit den Namen nur Anspielungen auf die Filmfiguren. So wurde Frank Murphy, dessen weiterer Werdegang im Film offenbleibt, durch Frank Chaney ersetzt, der im Film ermordete Richard Lymangood bekam den Nachfolger Clinton Wonderlove. Die Serie hatte keinen Erfolg und konnte nicht mit den Einschaltquoten des beinahe zeitgleich auf CBS ausgestrahlten Airwolf mithalten. Nur 11 Folgen wurden produziert.
In Deutschland wurde die Serie erst 1996 von RTL ausgestrahlt, mit dem gleichen Erfolg. Eine Wiederholung blieb bis heute aus.